# Vladimir Vikulov
Vladimir Ivanovič Vikulov (in russo Владимир Иванович Викулов?; Mosca, 20 luglio 1946 – 9 agosto 2013) è stato un hockeista su ghiaccio sovietico dal 1991 russo.

## Palmarès

### Olimpiadi invernali
- Oro a Sapporo 1972.
- Oro a Innsbruck 1976.